# グロリア・トレビ
グロリア・トレビ （Gloria Trevi、1968年2月15日）はメキシコの女性歌手。

## 経歴
メキシコ合衆国のヌエボ・レオン州モンテレイに生まれ、12歳でメキシコシティに移り、 そこで、後のマネージャーとなるセルヒオ・アンドラーデ(Sergio Andrade)と出会う。
1985年、Boquitas Pintadasという名の歌手グループの一員となり、 1988年にグループが解散した後、1989年に21歳でソロデビューした。
2000年にマネージャーのアンドラーデと共に未成年者に対する監禁・虐待容疑によりブラジルのリオデジャネイロで逮捕され、2001年にブラジルの刑務所内で妊娠していることが発覚する。胎児の父親はDNA鑑定の結果アンドラーデであると判明した。 男児を出産後、2004年には証拠不十分で釈放され、4年8ヶ月の服役を終える。
2009年に弁護士のアルマンド・ゴメス(Armando Gómez)と結婚し、. 現在はアメリカ合衆国テキサス州マッカレンに暮らしている。